# Terra mia (Calabruzi)
Terra mia è il terzo album del gruppo di musica popolare calabrese i Calabruzi pubblicato nel 1997.

## Tracce
1. Calabria blues
2. L'uvau
3. Terra mia
4. Medley folk
5. 'A lincella
6. A pacchianella
7. Suspirandu
8. Sirinata alla Luna
9. Arburu
10. Rusina mia